# Phrynus hispaniolae
Espèce
Phrynus hispaniolae est une espèce d'amblypyges de la famille des Phrynidae.

## Distribution
Cette espèce est endémique des Antilles. Elle se rencontre en République dominicaine et à Cuba.

## Description
La carapace de la femelle holotype mesure 4,00 mm de long sur 6,14 mm et la carapace du mâle paratype mesure 4,37 mm de long sur 4,68 mm.

## Étymologie
Son nom d'espèce lui a été donné en référence au lieu de sa découverte, Hispaniola.

## Publication originale
- Armas & Gonzalez, 2002 : Los amblipígidos de República Dominicana (Arachnida: Amblypygi). Revista Iberica de Aracnologia, vol. 3, p. 47-66 (texte intégral).